# Пітер Голворд
Пітер Голворд (англ. Peter Hallward) — політичний філософ, найбільш відомий своєю роботою про Алена Бадью та Жиля Дельоза. Він також писав праці про постколоніалізм і сучасне Гаїті. Голворд є членом редакційної колегії журналу Radical Philosophy і запрошеним редактором Angelaki: Journal of the Theoretical Humanities.
Здобувши ступінь доктора філософії в Єльському університеті з французьких та афроамериканських досліджень, Голворд став викладачем французької філософії та літератури в Королівському коледжі Лондона, де працював з 1999 по 2004 рік. Потім він приєднався до Центру досліджень сучасної європейської філософії, який переїхав з Університету Міддлсекса до Кінгстонського університету. Зараз він є професором сучасної європейської філософії в Кінгстонському університеті.
У 2016 році Голворд працював над проектом із трьох частин про ключових філософів політичної волі: Руссо, Бланкі та Маркса. Паралельно він працює над більшою книгою під назвою «Воля народу», яка «розроблятиме та захищатиме поняття демократичної політичної волі, що розуміється як раціональна, продумана та автономна здатність до колективного самовизначення».

## Праці
- Hallward, Peter (2001), Absolutely Postcolonial: Writing Between the Singular and the Specific, Manchester: Manchester University Press, ISBN 0-7190-6126-1.
- Hallward, Peter (2003), Badiou: A Subject to Truth, Minneapolis: University of Minnesota Press, ISBN 0-8166-3461-0.
- Hallward, Peter (2006), Out of this World: Deleuze and the Philosophy of Creation, London: Verso Books, ISBN 1-84467-555-6.
- Hallward, Peter (2007), Damming the Flood: Haiti, Aristide, and the Politics of Containment, London: Verso Books, ISBN 978-1-84467-106-9.

### Переклади українською
- Огюст Бланкі та Карл Маркс // Спільне, 28.05.2024